# Xã Willow Springs, Quận Douglas, Kansas
Xã Willow Springs (tiếng Anh: Willow Springs Township) là một xã thuộc quận Douglas, tiểu bang Kansas, Hoa Kỳ. Năm 2010, dân số của xã này là 1.463 người.